# Bank of the West Classic 2017 - Qualificazioni singolare
Le qualificazioni del singolare femminile del Bank of the West Classic 2017 sono state un torneo di tennis preliminare per accedere alla fase finale della manifestazione. Le vincitrici dell'ultimo turno sono entrate di diritto nel tabellone principale. In caso di ritiro di una o più giocatrici aventi diritto a queste sono subentrati le lucky loser, ossia le giocatrici che hanno perso nell'ultimo turno ma che avevano una classifica più alta rispetto alle altre partecipanti che avevano comunque perso nel turno finale.

## Teste di serie
1. Verónica Cepede Royg (qualificata)
2. Arina Rodionova (ritirata, ancora impegnata a Nanchang)
3. Asia Muhammad (ultimo turno)
4. Lizette Cabrera (ultimo turno)
5. Miyu Katō (primo turno)

1. Sachia Vickery (ultimo turno)
2. Marina Eraković (qualificata)
3. Caroline Dolehide (qualificata)
4. Jacqueline Cako (primo turno)

## Qualificate
1. Verónica Cepede Royg
2. Marina Eraković

1. Danielle Lao
2. Caroline Dolehide

## Tabellone

### Legenda
| - Q = Qualificato - WC = Wild card - LL = Lucky loser | - ALT = Alternate - SE = Special Exempt - PR = Protected Ranking | - w/o = Walkover - r = Ritirato - d = Squalificato |

### Sezione 1
|  | Primo turno | Primo turno          | Primo turno          | Primo turno | Primo turno |  |  | Ultimo turno | Ultimo turno         | Ultimo turno | Ultimo turno | Ultimo turno |  |
|  |             |                      |                      |             |             |  |  |              |                      |              |              |              |  |
|  | 1           | Verónica Cepede Royg | Verónica Cepede Royg | 6           | 6           |  |  |              |                      |              |              |              |  |
|  |             | Chan Hao-ching       | Chan Hao-ching       | 3           | 2           |  |  | 1            | Verónica Cepede Royg | 6            | 4            | 7            |  |
|  |             | Fanny Stollár        | Fanny Stollár        | 4           | 1           |  |  | 6            | Sachia Vickery       | 3            | 6            | 5            |  |
|  | 6           | Sachia Vickery       | Sachia Vickery       | 6           | 6           |  |  |              |                      |              |              |              |  |

### Sezione 2
|  | Primo turno | Primo turno     | Primo turno     | Primo turno | Primo turno |  |  | Ultimo turno | Ultimo turno    | Ultimo turno | Ultimo turno | Ultimo turno |  |
|  |             |                 |                 |             |             |  |  |              |                 |              |              |              |  |
|  | 9           | Jacqueline Cako | 5               | 6           | 4           |  |  |              |                 |              |              |              |  |
|  | WC          | Michaela Gordon | 7               | 2           | 6           |  |  | WC           | Michaela Gordon | 6            | 3            | 65           |  |
|  | Alt         | Raquel Atawo    | Raquel Atawo    | 4           | 0           |  |  | 7            | Marina Eraković | 3            | 6            | 7            |  |
|  | 7           | Marina Eraković | Marina Eraković | 6           | 6           |  |  |              |                 |              |              |              |  |

### Sezione 3
|  | Primo turno | Primo turno   | Primo turno   | Primo turno | Primo turno |  |  | Ultimo turno | Ultimo turno  | Ultimo turno  | Ultimo turno | Ultimo turno |  |
|  |             |               |               |             |             |  |  |              |               |               |              |              |  |
|  | 3           | Asia Muhammad | Asia Muhammad | 6           | 6           |  |  |              |               |               |              |              |  |
|  | WC          | Emma Higuchi  | Emma Higuchi  | 3           | 1           |  |  | 3            | Asia Muhammad | Asia Muhammad | 5            | 3            |  |
|  |             | Danielle Lao  | Danielle Lao  | 6           | 6           |  |  |              | Danielle Lao  | Danielle Lao  | 7            | 6            |  |
|  | 5           | Miyu Katō     | Miyu Katō     | 1           | 2           |  |  |              |               |               |              |              |  |

### Sezione 4
|  | Primo turno | Primo turno        | Primo turno        | Primo turno | Primo turno |  |  | Ultimo turno | Ultimo turno      | Ultimo turno | Ultimo turno | Ultimo turno |  |
|  |             |                    |                    |             |             |  |  |              |                   |              |              |              |  |
|  | 4           | Lizette Cabrera    | Lizette Cabrera    | 6           | 6           |  |  |              |                   |              |              |              |  |
|  |             | Abigail Spears     | Abigail Spears     | 3           | 2           |  |  | 4            | Lizette Cabrera   | 6            | 3            | 4            |  |
|  |             | Gabriela Dabrowski | Gabriela Dabrowski | 1           | 2           |  |  | 8            | Caroline Dolehide | 4            | 6            | 6            |  |
|  | 8           | Caroline Dolehide  | Caroline Dolehide  | 6           | 6           |  |  |              |                   |              |              |              |  |